# Gnomulus rostratus
Espèce
Gnomulus rostratus est une espèce d'opilions laniatores de la famille des Sandokanidae.

## Distribution
Cette espèce est endémique de Malaisie. Elle se rencontre au Penang et au Perak.

## Description
La femelle holotype mesure 6 mm.
Les mâles mesurent de 5,42 à 5,86 mm et les femelles de 5,42 à 6,26 mm.

## Systématique et taxinomie
Cette espèce a été décrite par Thorell en 1890.

## Publication originale
- Thorell, 1890 : « Aracnidi di Pinang raccolti nel 1889 dai signori L. Loria e L. Fea. » Annali del Museo Civico di Storia Naturale di Genova, sér. 2, vol. 10, p. 269-383 (texte intégral).